# Merluccius
Merluccius je rod mořských hrdloploutvých ryb z Atlantského a Tichého oceánu, kde se vyskytují především v poměrně velkých hloubkách. Český název je štikozubec.

## Druhy
Rod Merluccius zahrnuje 15 druhů
- Merluccius albidus (Mitchill, 1818) – štikozubec bělavý
- Merluccius angustimanus Garman, 1899 – štikozubec úzkoploutvý
- Merluccius australis (Hutton, 1872) – štikozubec novozélandský
- Merluccius bilinearis (Mitchill, 1814) – štikozubec americký
- Merluccius capensis Castelnau, 1861 – štikozubec kapský
- Merluccius gayi (Guichenot, 1848) – štikozubec Gayův
- Merluccius hernandezi Mathews, 1985 – štikozubec Hernandezův
- Merluccius hubbsi Marini, 1933 – štikozubec argentinský
- Merluccius merluccius (Linnaeus, 1758) – štikozubec obecný
- Merluccius paradoxus Franca, 1960 – štikozubec hlubokomořský
- Merluccius patagonicus Lloris & Matallanas, 2003 – štikozubec patagonský
- Merluccius polli Cadenat, 1950 – štikozubec Pollův
- Merluccius productus (Ayres, 1855) – štikozubec tichooceánský
- Merluccius senegalensis Cadenat, 1950 – štikozubec senegalský
- Merluccius tasmanicus Matallanas & Lloris, 2006 – štikozubec tasmánský